# Seraincourt (Ardennes)
Seraincourt ist eine französische Gemeinde mit 257 Einwohnern (Stand: 1. Januar 2022) im Département Ardennes in der Region Grand Est (bis 2015 Champagne-Ardenne). Sie gehört zum Arrondissement Rethel, zum Kanton Château-Porcien sowie zum Gemeindeverband Pays Rethélois.

## Geographie
Umgeben wird Seraincourt von den Nachbargemeinden Saint-Fergeux im Osten, Hannogne-Saint-Rémy im Südwesten, Sévigny-Waleppe im Westen sowie von den im Kanton Signy-l’Abbaye gelegenen Gemeinden Renneville im Nordwesten, Fraillicourt im Norden, Chaumont-Porcien im Nordosten und Remaucourt im Osten. Das Gemeindegebiet wird im Osten vom Flüsschen Saint-Fergeux durchquert.

## Einwohnerentwicklung
| Jahr                      | 1962 | 1968 | 1975 | 1982 | 1990 | 1999 | 2005 | 2010 | 2016 |
| Einwohner                 | 367  | 311  | 274  | 248  | 232  | 216  | 244  | 242  | 272  |
| Quelle: Cassini und INSEE |      |      |      |      |      |      |      |      |      |

## Sehenswürdigkeiten

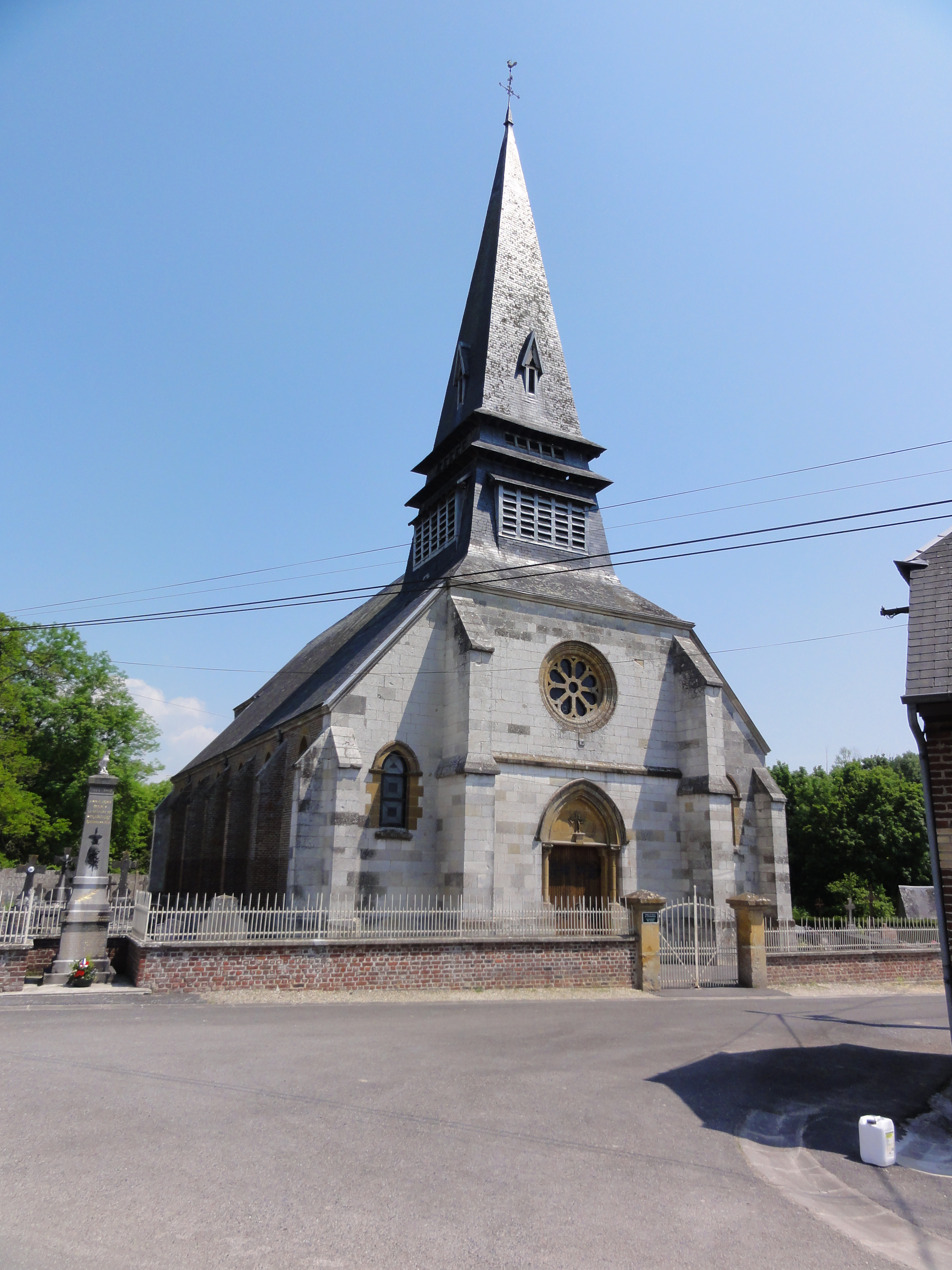
Kirche Saint-Jean-Baptiste

- Kirche Saint-Jean-Baptiste